# Grundserie
En grundserie eller reguljär säsong är inom sport en term som oftast används inom lagsport. Det är en serieform. En grundserie kan vara enhetlig, eller indelad i olika grupper och divisioner. Ofta består ett lands högsta division av en enda serie.
I grundserien spelar alla lag lika många matcher, och serien sträcker sig över stora delar av säsong, många gånger under hela. Den enklaste formen av grundserie är där alla möts en gång hemma och en gång borta, som i till exempel Fotbollsallsvenskan. I NHL är grundserien, som där omfattar 82 omgångar, mer komplicerad och lagen är indelade i conferences och divisioner.
Under 1970- och 80-talen började man alltmer att experimentera med seriesystemen i många länder. Det blev då inte längre lika självklart att grundserien skulle omfatta så gott som allt seriespel förutom kval.
Sedan andra halvan av 1990-talet har man på vissa håll, bland annat Elitserien i ishockey (från och med säsongen 1996/1997), återgått till enhetlig grundserie även om man de tio första säsongerna från och med då även hade så kallade derbygrupper.
Många klubbar vill ha säsongsomfattande grundserie så att man garanteras så många matcher som möjligt för att på så vis genom hemmamatcherna få ekonomiska intäkter. Kritiker menar dock att det dröjer för länge innan det verkligen gäller något, vilket på sikt skulle få stora delar av publiken att stanna hemma under inledningen. Kritikerna förespråkar istället att spänningen lever hela säsongen.

### Fotnoter
1. ↑  Robert Pettersson (4 februari 2015). ”SHL blir rättvis – för första gången sedan 1996”. Hockeysverige. Arkiverad från originalet den 27 augusti 2016. https://web.archive.org/web/20160827100013/http://www.hockeysverige.se/robert-pettersson/2015/02/04/shl-blir-rattvis-for-forsta-gangen-sedan-1996/. Läst 26 augusti 2016.